# Anders Høst
Anders Mølmen Høst (* 9. Juni 1991) ist ein norwegischer Skilangläufer.

## Werdegang
Høst gab im Dezember 2012 in Sjusjøen sein Debüt im Scandinavian Cup, bei dem er über 30 km klassisch im Massenstart Rang 66 belegte. Im Januar 2012 wurde Høst 17. beim Isergebirgslauf und belegte im März desselben Jahres Rang 14 beim Birkebeinerrennet. Im Folgejahr belegte er Platz 15 beim Isergebirgslauf. Im Januar 2016 wurde Høst Siebter beim Isergebirgslauf und beendete den Marcialonga auf Rang 13. Den Wasalauf im März 2016 beendete Høst als Dritter auf dem Podium.